# Methylpyridine

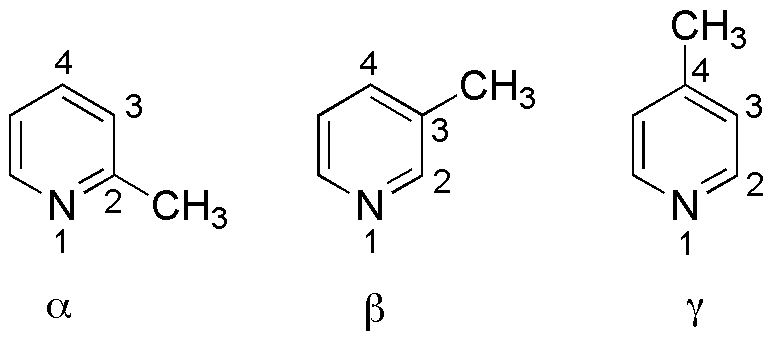
Structuurformule van de drie isomeren van methylpyridine.

Methylpyridine of picoline is de gemeenschappelijke naam voor drie structuurisomeren, met als brutoformule C6H7N. Ze ontstaan door in de ringstructuur van pyridine één waterstofatoom te vervangen door een methylgroep. Op deze manier kunnen drie structuurisomeren gevormd worden:
- 2-methylpyridine of α-picoline
- 3-methylpyridine of β-picoline
- 4-methylpyridine of γ-picoline

Het zijn heldere tot lichtgele vloeistoffen. Picolines worden verkregen door middel van destillatie van koolteer of petroleum. Hun kookpunten liggen dicht bijeen, vooral die van β- en γ-picoline, waardoor deze moeilijk te scheiden zijn.
Picolines worden gebruikt als oplosmiddel en als grondstof voor verschillende andere chemische verbindingen, waaronder polymeren, landbouwchemicaliën (zoals nitrapyrine), geneesmiddelen, brandstoffen en kleurstoffen. In de organische chemie worden zij aangewend als base.